# Jakob Schipper
Jakob Markus Schipper, född den 19 juli 1842 i storhertigdömet Oldenburg, död den 20 januari 1915 i Wien, var en tysk anglist.
Schipper studerade moderna språk i Bonn under Delius, Diez och Simrock, var i Oxford 1870–1871 medarbetare i Bosworth-Tollers Anglosaxon Dictionary och blev, efter att några år ha varit professor i engelska och franska språken vid universitetet i Königsberg, 1877 utnämnd till professor i engelsk filologi vid universitetet i Wien. Då hans läroämne 1908 delades på två professurer, valde Schipper engelsk litteraturhistoria och metrik, medan de grammatiska och språkhistoriska föreläsningarna och övningarna anförtroddes åt hans lärjunge, den framstående anglisten Karl Luick, förut professor i Graz. 
Schipper utgav en mängd arbeten, huvudsakligen i engelsk metrik (hans främsta verk är Englische Metrik in historischer und systematischer Entwicklung dargestellt, 3 band, 1882–1889), men även i engelsk litteraturhistoria; därjämte texter, såsom "The poems of William Dunbar, with introductions, various readings and notes" (1891–1893). Han uppsatte 1895 "Wiener Beiträge zur englischen Philologie", varav under hans livstid utkom 46 band. Schipper var hedersdoktor vid universiteten i Oxford, Cambridge, Edinburgh, Aberdeen och Saint Andrews.